# Thank You Baby! (for Makin' Someday Come So Soon)
«Thank You Baby! (for Makin' Someday Come So Soon)» [en español Gracias, cariño (por lograr que el mañana llegara tan pronto)] es una canción escrita y producida por la cantante canadiense Shania Twain y el productor Robert Lange para su cuarto álbum de estudio Up! (2002). Shania anunció que la canción sería el próximo sencillo de Up! en el primer concierto del Up! tour en Kilkenny. Se lanzó oficialmente el 11 de agosto de 2003 en Europa y el 25 de agosto del mismo año en el Reino Unido.

## Críticas y Revisiones
Las críticas fueron generalmente positivas. About.com llamó a la canción "una agradable balada de medio tiempo", mientras la revista Rolling Stone señaló que la canción transmite "su intimidad maternal y un innegable sentido del pop"
.

## Vídeo musical
El videoclip de "Thank You Baby" se filmó en Vancouver, Canadá bajo la dirección de Paul Boyd y se lanzó en Europa el 28 de julio de 2003. En el vídeo se muestra una galería de arte  donde Twain está cantando en un televisor de cuatro caras en el centro de la sala, la gente lo empieza a notar y todos se ponen en torno al televisor para ver a Twain.

## Recepción
"Thank You Baby" no tuvo tanto éxito cómo los sencillos anteriores de Twain. La canción no alcanzó el top 10 en el Reino Unido pero logró debutar en el número once, manteniéndose en la lista durante siete semanas. El sencillo también alcanzó el top 20 en Austria y Alemania.

## Versiones
- Red Album Version (4:01)
- Green Album Version (4:01)
- Blue Album Version (4:01)
- Almighty Mix (6:36)
- Almighty Dub (6:33)
- Live from Up! Live in Chicago (4:12)

## Posicionamiento
| País                         | Posición Alcanzada |
| ---------------------------- | ------------------ |
| Austria                      | 17                 |
| Holanda                      | 48                 |
| Europa Eurochart Hot 100     | 23                 |
| Francia                      | 72                 |
| Alemania                     | 20                 |
| Irlanda                      | 23                 |
| Letonia                      | 24                 |
| Rumania                      | 53                 |
| Suiza                        | 35                 |
| Reino Unido UK Singles Chart | 11                 |